# クラウディウ・ニクレスク
クラウディウ・イウリアン・ニクレスク（Claudiu Iulian Niculescu, 1976年6月23日 - ）は、ルーマニア出身の元サッカー選手、現サッカー指導者。ルーマニア代表だった。選手時代のポジションはFW。
リーガ1では歴代11位の通算157得点を挙げた。

## 経歴

### 選手
2001年夏にFCウニヴェルシタテア・クラヨヴァからディナモ・ブカレストに移籍し、移籍初年度にリーガ1優勝を果たした。2002-03シーズン途中には、イタリア・セリエBのジェノアCFCに移籍したが、イタリアではわずか半年プレーしただけであり、2003年夏に古巣ディナモに移籍した。2003-04シーズンには自身2度目のリーグ優勝を果たした。2004-05シーズンには初めてリーグ得点王に輝き、2006-07シーズンにはライバルのラピド・ブカレストから計4得点を挙げるなど、18得点を挙げて2度目のリーグ得点王となった。UEFAカップでは8得点を挙げ、得点ランキング2位となった。ディナモでは欧州カップ戦通算18得点を挙げており、欧州カップ戦でのクラブ歴代最多得点者となった。ルーマニアでは351試合に出場して173得点を挙げた。
2010年夏にはFCウニヴェルシタテア・クルジュに移籍し、7月25日のステアウア戦で移籍後初得点を挙げた。

### 指導者
2012年3月、FCウニヴェルシタテア・クルジュの選手兼任監督に就任し、、2011-12シーズンの残り15試合を指揮して4勝6分5敗の成績を残した。2012-13シーズンも引き続き指揮を執ることになったが、開幕戦のCSパンドゥリイ・トゥルグ・ジウ戦に2-6で惨敗したことで辞任した。同年9月25日、リーガ1昇格を目標とするリーガ2（2部）のFCビホル・オラデアの監督に就任したが、8試合指揮した（2勝3分3敗）後で12月に退任した。2013年1月、リーガ2のASダミラ・マチウカ監督に就任した。

### 指導者としての成績
| クラブ                         | 就任          | 退任           | 記録 | 記録 | 記録 | 記録 | 記録 | 記録 | 記録   |
| クラブ                         | 就任          | 退任           | 試   | 勝   | 分   | 負   | 得   | 失   | 勝率   |
| ------------------------------ | ------------- | -------------- | ---- | ---- | ---- | ---- | ---- | ---- | ------ |
| FCウニヴェルシタテア・クルジュ | 2012年3月     | 2012年7月      | 15   | 4    | 6    | 5    | 24   | 23   | 026.67 |
| FCビホル                       | 2012年9月     | 2013年1月      | 8    | 2    | 3    | 3    | 10   | 13   | 025.00 |
| ASダミラ・マチウカ             | 2013年1月     | 2013年6月      | 12   | 8    | 2    | 2    | 22   | 7    | 066.67 |
| CSMルムニク・ヴルチャ          | 2013年7月     | 2014年5月      | 24   | 10   | 7    | 7    | 28   | 21   | 041.67 |
| CSミオヴェニ                   | 2014年7月     | 2015年10月     | 37   | 16   | 11   | 10   | 49   | 36   | 043.24 |
| FCヴォルンタリ                 | 2017年4月3日  | 2018年4月14日  | 42   | 21   | 9    | 12   | 74   | 40   | 050.00 |
| FCディナモ・ブカレスト         | 2018年9月24日 | 2018年10月13日 | 3    | 1    | 1    | 1    | 3    | 3    | 033.33 |
| 通算                           | 通算          | 通算           | 141  | 62   | 39   | 40   | 210  | 144  | 043.97 |

## タイトル

### クラブ
- ディナモ・ブカレスト

リーガ1 (3) : 2001–02, 2003–04, 2006–07
クパ・ロムニエイ(3) : 2002–03, 2003–04, 2004–05
スーペルクパ・ロムニエイ(1) : 2005

### 個人
- リーガ1得点王 (2) : 2004-05, 2006-07